# Dardanelos
(tr) Çanakkale Boğazı
(el) Δαρδανέλλια
(grc) Ἑλλήσποντος
Dardanelos (em turco:  Çanakkale Boğazı), antigamente Helesponto, é um estreito no noroeste da Turquia ligando o mar Egeu ao mar de Mármara.

Assim como o estreito de Bósforo, ele separa a Europa (neste caso, a península de Galípoli) da Ásia. A maior cidade próxima ao estreito é Çanakkale, que tem seu nome do seu famoso castelo (kale significa "castelo").

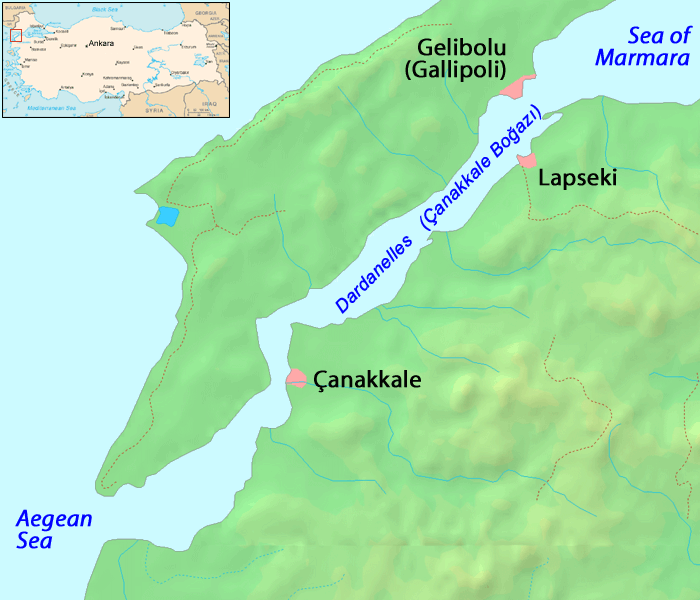
Mapa do estreito de Dardanelos.

O estreito teve um papel importante ao longo da História (por exemplo, a Guerra de Troia acontece no lado asiático do estreito). Os exércitos persas de Xerxes I e, mais tarde, o exército macedônio de Alexandre, o Grande atravessaram o estreito de Dardanelos em direções opostas para invadir as terras uns dos outros.
Tendo uma importância vital para a armada do Império Otomano para sua dominação no Mediterrâneo oriental, o estreito sofreu uma tentativa de invasão com inúmeras perdas humanas pelos aliados durante a Primeira Guerra Mundial. A Campanha de Galípoli quase custou a carreira política de Winston Churchill (a Entente, ou Aliança, perdeu a batalha em 18 de março de 1915).